# Bilans zasobów kopalin
Bilans zasobów kopalin – informacja o udokumentowanych złożach kopalin w Polsce, ich zasobności oraz jej zmianach na przestrzeni ostatniego roku. Zawiera również informacje o imporcie oraz eksporcie surowców mineralnych. Sporządzany jest corocznie, na podstawie dokumentacji geologicznej oraz ewidencji zasobów złóż kopalin, przez państwową służbę geologiczną, którą pełni Państwowy Instytut Geologiczny – Państwowy Instytut Badawczy. Bilans winien być sporządzony w terminie do 30 czerwca danego roku z aktualnością na 31 grudnia roku poprzedniego (art. 103 ust. 1 Prawa geologicznego i górniczego). Akceptuje go Minister Środowiska, działający poprzez Głównego Geologa Kraju.